# Roswell, New Mexico
Roswell, New Mexico è una serie televisiva statunitense ideata da Carina Adly Mackenzie per l'emittente The CW, che l'ha trasmessa dal 15 gennaio 2019 al 5 settembre 2022 per quattro stagioni.
La serie è la seconda ispirata alla serie di romanzi per ragazzi Roswell High di Melinda Metz, dopo Roswell.
In Italia, va in onda sulle reti televisivi e piattaforme Mediaset dal 6 settembre 2019.

## Trama
Dopo essere tornata nella sua città natale di Roswell, Nuovo Messico, la figlia di due persone immigrate e senza documenti scopre che la sua cotta adolescenziale è un alieno che ha tenuto nascoste le sue capacità soprannaturali per tutta la sua vita. Protegge il suo segreto mentre i due si riconnettono, ma quando un attacco violento indica una presenza aliena più grande sulla Terra, la politica della paura e dell'odio minaccia di esporsi.

## Episodi
| Stagione         | Episodi | Prima TV USA | Prima TV Italia |
| ---------------- | ------- | ------------ | --------------- |
| Prima stagione   | 13      | 2019         | 2019            |
| Seconda stagione | 13      | 2020         | 2020            |
| Terza stagione   | 13      | 2021         | 2022            |
| Quarta stagione  | 13      | 2022         | 2023            |

## Personaggi e interpreti

### Principali
- Liz Ortecho (stagionI 1-4), interpretata da Jeanine Mason[3][4]
- Max Evans (stagionI 1-4) e Jones (stagione 3, guest stagione 2) interpretati da Nathan Parsons[4][5]
- Michael Guerin (stagionI 1-4), interpretato da Michael Vlamis[5]
- Isobel Evans-Bracken (stagionI 1-4), interpretata da Lily Cowles[5]
- Alex Manes (stagionI 1-4), interpretato da Tyler Blackburn[5]
- Maria DeLuca (stagionI 1-4), interpretata da Heather Hemmens[5]
- Kyle Valenti (stagione 1-4), interpretato da Michael Trevino[6][7]
- Jesse Manes (stagioni 1-2), interpretato da Trevor St. John[8]
- Noah Bracken (stagione 1, guest stagione 2), interpretato da Karan Oberoi[9]
- Rosa Ortecho (stagione 2-4, ricorrente stagione 1), interpretata da Amber Midthunder[10]

### Ricorrenti
- Sceriffo Michelle Valenti (stagione 1- 3), interpretato da Rosa Arredondo
- Arturo Ortecho (stagione 1-4), interpretato da Carlos Compean[11]
- Jenna Cameron (stagione 1-2,4), interpretata da Riley Voelkel[12][13]
- Mimi DeLuca (stagione 1-2), interpretata da Sherri Saum[14]
- Ann Evans (stagione 1- 2), interpretata da Claudia Black[15][16]
- Wyatt Long (stagione 1-3), interpretato da Dylan McTee[17]
- Grant Green (stagione 1), interpretato da Peter Diseth.
- Flint Manes (stagione 1-2), interpretato da Kiowa Gordon.
- Forrest Long (stagione 2-3), interpretato da Christian Antidormi.
- Steph (stagione 2), interpretata da Justina Adorno.
- Tripp Manes (stagione 2), interpretato da Jason Behr.
- Grace Powell / Charlie Cameron (stagione 2), interpretata da Jamie Clayton.
- Helena Ortecho (stagione 2), interpretata da Bertila Damas.
- Diego (stagione 2), interpretato da Cleo Anthony.
- Gregory Manes (stagione 2-3), interpretato da Tanner Novlan.
- Bert (stagioni 2-3), interpretato da La'Charles Trusk.
- Nora Truman (stagioni 2-3), interpretata da Kayla Ewell.
- Louise Truman (stagioni 2-4), interpretata da Cassandra Jean Amell.
- Roy Bronson (stagioni 2-4), interpretato da Gaius Charles.
- Heath Tuchman (Stagione 3-4), interpretato da Steven Krueger.
- Sceriffo Brooke Taylor (stagione 3), interpretata da Gillian Vigman.
- Edgar (stagione 3), interpretato da David DeSantos.
- Anatsa (stagioni 3-4), interpretata da Sibongile Mlambo.
- Jordan Bernhardt (stagione 3), interpretato da Michael Grant Terry.
- Dallas (stagioni 3-4), interpretato da Quentin Plair.
- Clyde (stagione 4), interpretato da Andrew Lees.
- Bonnie (stagione 4), interpretata da Zoe Cipres.
- Dottoressa Shivani Sen (stagione 4), interpretata da Rekha Sharma.
- Tezca (stagioni 3-4), interpretata da Brigitte Kali Kanales (stagioni 3-4) e Paloma Gutzman (stagione 4).
- Vanessa (stagione 4), interpretata da Samantha Ashley.
- Allie Meyers (stagioni 3-4), interpretata da Shiri Appleby.

## Produzione

### Sviluppo
Nel gennaio 2018, The CW ordinò il pilot, che sarebbe stato diretto da Julie Plec. Lo show è prodotto dalla Amblin Television, Bender Brown Productions, CBS Television Studios e Warner Bros. Television (a differenza della prima serie, che fu prodotta dalla Regency Television e 20th Century Fox Television). L'11 maggio 2018, viene ordinata ufficialmente la prima stagione.
Il 24 aprile 2019, la serie è stata rinnovata per una seconda stagione. Il 12 maggio 2022 è stata annunciata la cancellazione della serie.

### Casting
Il 16 febbraio 2018, Jeanine Mason venne scelta per il ruolo principale di Liz Ortecho. All'inizio di marzo, il resto del cast è stato completato con Nathan Parsons, Lily Cowles, Michael Vlamis, Tyler Blackburn, Heather Hemmens e Michael Trevino nei ruoli rispettivi di Max, Isobel, Alex Manes, Maria e Kyle Valenti e con Karan Oberoi nel ruolo di Noah Bracken. Il 12 marzo 2018, entrò nel cast anche Trevor St. John nel ruolo di Jesse Manes, il padre di Alex.

### Riprese
Le riprese del pilot si sono svolte ad Albuquerque e a Santa Fe, nel Nuovo Messico. La produzione iniziò il 14 marzo 2018 e finì il 30 marzo dello stesso anno.
Le riprese degli episodi rimanenti sono iniziate il 13 agosto 2018 a Santa Fe e a Las Vegas.

## Promozione
Il primo trailer della serie è stato presentato al San Diego Comic-Con International il 23 luglio 2018.

## Accoglienza

### Critica
La serie è stata accolta in maniera mista dalla critica. Sull'aggregatore di recensioni Rotten Tomatoes ha un indice di gradimento del 57% con un voto medio di 6 su 10, basato su 7 recensioni. Su Metacritic, invece, ha un punteggio di 59 su 100, basato su 9 recensioni.